# Rudolph A. Akanlu
Rudolph A. Akanlu (* 22. September 1922 in Kolo; † 7. Juli 2001) war ein ghanaischer Geistlicher und Bischof von Navrongo-Bolgatanga.

## Leben
Rudolph A. Akanlu empfing am 27. Mai 1950 die Priesterweihe.
Paul VI. ernannte ihn am 16. November 1972 zum Koadjutorbischof von Navrongo und Titularbischof von Fallaba. Der Erzbischof von Cape Coast, John Kodwo Amissah, weihte ihn am 31. März des nächsten Jahres zum Bischof; Mitkonsekratoren waren Peter Poreku Dery, Bischof von Wa, und Peter Kwasi Sarpong, Bischof von Kumasi. 
Nach dem Rücktritt Gérard Bertrands MAfr am 13. April 1973 folgte ihm er als Bischof von Navrongo nach. Am 14. März 1994 nahm Papst Johannes Paul II. seinen altersbedingten Rücktritt an.